# Mare Winningham
Mary Megan Winningham (Phoenix, Arizona; 16 de mayo de 1959), conocida como Mare Winningham, es una actriz y cantante estadounidense.

## Primeros años
Winningham nació en Phoenix, Arizona y criada en Northridge, California. Tiene tres hermanos y una hermana. Su padre era el presidente del Departamento de Educación Física en la Universidad Estatal de California, Northridge (CSUN en inglés) y su madre era una profesora de inglés y consejera vocacional en la secundaria Monroe High School. Mare cita su primer interés en la actuación al ver una nota a Kym Karath (quien interpretó a "Gretl" en The Sound of Music) en el programa de Art Linkletter's House Party, cuando tenía cinco o seis años.
Fue a la escuela primaria local donde sus actividades favoritas incluían drama y tocar guitarra y batería. Siguió con la opción de drama en la secundaria y continuó durante un verano de vacaciones en el Taller Dramático Adolescente de CSUN (Universidad Estatal de California). Fue en este momento cuando adopta el apodo de "Mare". Su madre hizo los arreglos para que asistiera a la secundaria Chatsworth, con un renombrado departamento de arte escénico. En el 12.º grado, Winningham protagonizó una producción de The Sound of Music, interpretando el papel de María junto a su compañero de clases Kevin Spacey como el Capitán Von Trapp.

## Carrera
Winningham comenzó su carrera como cantautora. En 1976 tuvo su oportunidad en el programa de TV The Gong Show donde cantó la canción "Here, There and Everywhere" de The Beatles. Aunque no recibió ningún contrato de grabación, como resultado de su presentación firmó uno de actuación de manos del agente Meyer Mishkin y recibió su tarjeta del Sindicato de Actores por una participación de tres líneas en un episodio de James at 15. Ese año recibió una oferta para Young Pioneers y Young Pioneers Christmas, pilotos del drama de corta duración de 1978 The Young Pioneers. Aunque la serie finalizó con tres capítulos emitidos, siguieron varios proyectos de televisión, incluyendo papeles en La mujer policía en 1978 y en Starsky y Hutch en 1979. Más tarde, en ese mismo año, interpretó el papel de la adolescente marginada Jenny Flowers en la película de televisión de la semana llamada The Death of Ocean View Park.
En 1980, Winningham protagonizó "Off the Minnesota Strip", interpretando a una joven prostituta. Luego ganó un Emmy como Mejor actriz de reparto - Miniserie o telefilme por su papel en la aclamada Amber Waves, una película de TV acerca de un duro granjero (Dennis Weaver) que se descubre un cáncer terminal. En ese mismo año Mare participó en One Trick Pony, protagonizada por Paul Simon. En 1983 fue nominada a un Genie Award (premio canadiense a la industria del cine y televisión) por su trabajo en el drama futurístico de 1981 Threshold y apareció en la miniserie épica The Thorn Birds en donde interpreta a Justine O'Neill. En 1984 tomó el papel de Helen Keller en Helen Keller: The Miracle Continues.
Mare adquirió mucha más popularidad en St. Elmo's Fire (1985) como una de los Brat Pack originales. A pesar del éxito de la película, ella no supo redituar su estatus de ídolo adolescente y volvió a la TV en la película Love is Never Silent, por lo que obtuvo una nominación a otro Emmy. Otra actuación bien conocida y aclamada fue la de una joven madre sin hogar en God Bless the Child.
Winningham finalizó los años '80 con dos filmes de Hollywood: 70 minutos para huir (1988) (por la que recibió una nominación a un Premio Independent Spirit en 1989) y Turner & Hooch (el impulsor a la fama de Tom Hanks) en 1989. En 1988 protagonizó en Los Ángeles una producción teatral de Hurlyburly con Sean Penn y Danny Aiello.
En los primeros años de los '90, volvió al cine con Wyatt Earp y el drama familiar The War, ambas protagonizadas por Kevin Costner.
1995 trajo Georgia, un profundo personaje en la vida de dos hermanas (Winningham y Jennifer Jason Leigh) que le valió a Mare la nominación a un premio del Sindicato de Actores y a un Oscar. Dos años más tarde, protagoniza George Wallace junto a Gary Sinise, por lo que es nominada a su primer Globo de Oro y gana su segundo Emmy.
Desde entonces hizo apariciones aclamadas en series como ER y Law & Order: Special Victims Unit así como también en el proyecto televisivo Sally Hemmings junto a Sam Neill y en la serie de corta vida de David Kelley The Brotherhood of Poland, New Hampshire. También estuvo en la película para TV de 2001 Snap Decision con Felicity Huffman. A su vez apareció en el film independiente Dandelion, que tuvo reconocimiento en festivales de cine de todo el mundo entre 2003 y 2004 y tuvo un lanzamiento limitado en Estados Unidos en octubre de 2005.
Winningham ha grabado tres álbumes, What Might Be (1992, bajo el sello Bay Cities), Lonesomers (1998, sello Razon and Tie) y  Refuge Rock Sublime (2007, sello Craig & Co.). "Lonesomers" es un álbum de folk en donde habla de los problemas de las relaciones y está disponible en iTunes. Las canciones country/bluegrass/judías/folk en Refuge Rock Sublime tratan, mayormente, su reciente conversión al judaísmo e incluye pistas como "What Would David Do", "A Convert Jig" y el himno nacional israelí Hatikva. También canta en la banda sonora de Georgia. En 2006 llega con el papel de Susan Grey al exitoso drama de ABC Grey's Anatomy, en donde interpreta a la madrastra de la Dra. Meredith Grey. Su personaje fue terminado en mayo de 2007. En 2006 dio la voz a las versiones de audio del libro de Stephen King La historia de Lisey. También prestó su voz al año siguiente en Skylight Confessions, de Alice Hoffman. En 2010, Mare protagonizó un episodio de Cold Case interpretando a Celeste Cooper, la madrastra de la protagonista Lillian "Lilly" Rush. No ha quedado claro si será un personaje recurrente, pero se ha especulado que sí dada la conexión con el personaje principal.

## Vida personal
Aunque fue criada como católica, en noviembre de 2001, por recomendación de un amigo, tomó una clase dada por el rabino Neal Weinberg en la Universidad Judía de Estados Unidos, en California. El 3 de marzo de 2003 se convirtió al Judaísmo. Es miembro de sinagogas conservadoras del área de Gran Los Ángeles.
Se casó con Jason Trucco el 14 de noviembre de 2008 en Hollywood, California.

## Filmografía
| Año       | Título                                   | Personaje                                                                             | Observaciones |
| --------- | ---------------------------------------- | ------------------------------------------------------------------------------------- | --- |
| 1976      | Young Pioneers                           | Nettie Peters                                                                         | Película de TV |
| 1976      | Young Pioneers' Christmas                | Nettie Peters                                                                         | Película de TV |
| 1977      | James at 15                              | Wanda                                                                                 | Episodio: "The Girl with the Bad Rep" |
| 1978      | Special Olympics                         | Janice Gallitzin                                                                      | Película de TV |
| 1978      | Police Woman                             | Linda                                                                                 | Episodio: "Battered Teachers" |
| 1978      | The Young Pioneers (serie de TV)         | Nettie Peters                                                                         | Episodio: "Sky in the Window" |
| 1979      | Starsky y Hutch                          | Joey Carston                                                                          | Episodio: "Noventa Libras de Problemas" |
| 1979      | Family                                   | Merilee Kalisher                                                                      | Episodio: "The Competition" |
| 1979      | Steeletown                               | Aggie Modgelewsky                                                                     | Película de TV |
| 1979      | The Death of Ocean View Park             | Jenny Flowers                                                                         | Película de TV |
| 1980      | Amber Waves                              | Marlene Burkhardt Primetime Emmy a la mejor actriz de reparto - Miniserie o telefilme | Película de TV |
| 1980      | Off the Minnesota Strip                  | Micki Johansen                                                                        | Película de TV |
| 1980      | The Women's Room                         | Chris                                                                                 | Película de TV |
| 1980      | One Trick Pony                           | Modeena Dandridge                                                                     | |
| 1981      | Threshold                                | Carol Severance                                                                       | |
| 1981      | Freedom                                  | Libby Bellow                                                                          | Película de TV |
| 1981      | A Few Days in Weasel Creek               | Locksley Claitor                                                                      | Película de TV |
| 1982      | Missing Children: A Mother's Story       | Kate Bradshaw                                                                         | Película de TV |
| 1983      | The Thorn Birds                          | Justine O'Neill                                                                       | |
| 1984      | Helen Keller: The Miracle Continues      | Helen Keller                                                                          | Película de TV |
| 1984      | Single Bars, Single Women                | Bootsie                                                                               | Película de TV |
| 1985      | ABC Afterschool Specials                 | Beth                                                                                  | Episodio: "One Too Many" |
| 1985      | St. Elmo's Fire                          | Wendy Beamish                                                                         | |
| 1985      | Hallmark Hall of Fame                    | Margaret Ryder                                                                        | Episodio: "Love Is Never Silent" |
| 1986      | The Twilight Zone                        | Norma Lewis                                                                           | Episodio: "Button, Button" |
| 1986      | A Winner Never Quits                     | Annie                                                                                 | Película de TV |
| 1986      | Who Is Julia?                            | Mary Frances Bodine                                                                   | Película de TV |
| 1986      | Nobody's Fool                            | Pat                                                                                   | |
| 1987      | Shy People                               | Candy                                                                                 | |
| 1987      | Made in Heaven                           | Brenda Carlucci                                                                       | |
| 1987      | Eye on the Sparrow                       | Ethel Lee                                                                             | Película de TV |
| 1988      | God Bless the Child                      | Theresa Johnson                                                                       | Película de TV |
| 1988      | 70 minutos para huir                     | Julie Peters                                                                          | |
| 1989      | Turner & Hooch                           | Dra. Emily Carson                                                                     | |
| 1990      | Love and Lies                            | Kim Paris                                                                             | Película de TV |
| 1990      | Crossing to Freedom                      | Nicole Rougeron                                                                       | Película de TV |
| 1991      | Fatal Exposure                           | Jamie Hurd                                                                            | Película de TV |
| 1991      | She Stood Alone                          | Prudence Crandall                                                                     | Película de TV |
| 1991      | Hard Promises                            | Dawn                                                                                  | |
| 1992      | Those Secrets                            | Faye                                                                                  | Película de TV |
| 1992      | Intruders                                | Mary Wilkes                                                                           | Película de TV |
| 1993      | Sexual Healing                           | Marta                                                                                 | |
| 1993      | Better Off Dead                          | Kit Killner                                                                           | Película de TV |
| 1994      | Betrayed by Love                         | Dana                                                                                  | Película de TV |
| 1994      | Teresa's Tattoo                          | Cantante                                                                              | |
| 1994      | Wyatt Earp                               | Mattie Blaylock                                                                       | |
| 1994      | The War                                  | Lois Simmons                                                                          | |
| 1995      | Georgia                                  | Georgia Flood                                                                         | Nominada - Óscar a la mejor actriz de reparto Nominada - Premio del Sindicato de Actores a la mejor actriz de reparto Ganadora - Independent Spirit Award a la mejor actriz de reparto |
| 1995      | Letter to My Killer                      | Judy Parma                                                                            | Película de TV |
| 1996      | The Boys Next Door                       | Sheila                                                                                | Película de TV |
| 1996      | The Deliverance of Elaine                | Elaine Hodges                                                                         | Película de TV |
| 1997      | Bad Day on the Block                     | Catherine Braverton                                                                   | |
| 1997      | George Wallace                           | Lurleen Wallace                                                                       | Película de TV Primetime Emmy a la mejor actriz de reparto - Miniserie o telefilme |
| 1997      | Mad About You                            | Sarah McCain                                                                          | Episodio: "The New Friend" |
| 1998      | Mad About You                            | Sarah McCain                                                                          | Episodio: "The Baby Video" |
| 1998      | Everything That Rises                    | Kyle Clay                                                                             | Película de TV |
| 1998      | Little Girl Fly Away                     | Catherine Begley                                                                      | Película de TV |
| 1998      | ER                                       | Dra. Amanda Lee                                                                       | Episodio: "Abrumado y confuso" Episodio: "Buena suerte, Ruth Johnson" |
| 1999      | ER                                       | Dra. Amanda Lee                                                                       | Episodio: "El maestro milagro" Episodio: "A nadie le desagrada Amanda Lee" |
| 1999      | Too Rich: The Secret Life of Doris Duke  | Chandi Heffner                                                                        | Película de TV |
| 2000      | Sally Hemings: An American Scandal       | Martha Jefferson Randolph                                                             | Película de TV |
| 2000      | Sharing the Secret                       | Dra. Nina Moss                                                                        | Película de TV |
| 2001      | Snap Decision                            | Jennifer Bradley                                                                      | Película de TV |
| 2001      | Night Visions                            | Kate Morris                                                                           | Episodio: "Still Life" |
| 2002      | Six Feet Under                           | Eileen Piper                                                                          | Episodio: "El Plan" |
| 2002      | Tru Confessions                          | Ginny                                                                                 | Película de TV |
| 2002      | Touched by an Angel                      | Maggie                                                                                | Episodio: "The Bells of St. Peters" |
| 2003      | The Maldonado Miracle                    | Maisie                                                                                | Película de TV |
| 2003      | The Adventures of Ociee Nash             | Tía Mamie Nash                                                                        | |
| 2003      | Law & Order: Special Victims Unit        | Sandra Blaine                                                                         | Episodio: "Maníaco" |
| 2003      | The Brotherhood of Poland, New Hampshire | Dottie Shaw                                                                           | 7 episodios |
| 2004      | Dandelion                                | Layla Mullich                                                                         | |
| 2004      | Clubhouse                                | Lynne Young                                                                           | 2004-2005 (11 episodios) |
| 2005      | The Magic of Ordinary Days               | Martha                                                                                | Película de TV |
| 2007      | War Eagle, Arkansas                      | Belle                                                                                 | |
| 2007      | Boston Legal                             | Patrice Kelly                                                                         | Episodio: "Hope and Glory" Episodio: "The Object of My Affection" |
| 2008      | Swing Vote                               | Larissa Johnson                                                                       | |
| 2009      | CSI: Nueva York                          | Katherine Donovan                                                                     | Episodio: "Greater Good" |
| 2009      | Brothers                                 | Elsie Cahill                                                                          | |
| 2010      | Cold Case                                | Celeste Cooper                                                                        | Episodio: "The Good Soldier" |
| 2010      | 24                                       | Elaine Al-Zacar                                                                       | 2 episodios |
| 2010      | Mildred Pierce                           | Ida Corwin                                                                            | Serie de TV |
| 2012      | Hatfields & McCoys                       | Sally McCoy                                                                           | Miniserie TV. 3 Episodios Mirror mirror Panadera margareth |
| 2013-2017 | American Horror Story                    | Alicia Spencer                                                                        | Tercera Temporada Coven / Estrella Invitada (2 episodios) |
| 2013-2017 | American Horror Story                    | Rita                                                                                  | Cuarta Temporada Freakshow / Estrella Invitada (1 episodio) |
| 2013-2017 | American Horror Story                    | Miss Hazel Evers                                                                      | Quinta Temporada Hotel / Principal (9 episodios) |
| 2013-2017 | American Horror Story                    | Sally Keffler                                                                         | Séptima Temporada Cult / Estrella Invitada (1 episodio) |
| 2019      | Dark Waters                              | Darlene Kiger                                                                         | |

## Premios y distinciones
Premios Óscar
| Año  | Categoría               | Película | Resultado |
| ---- | ----------------------- | -------- | --------- |
| 1996 | Mejor actriz de reparto | Georgia  | Nominada  |

Premios Primetime Emmy
- Mejor actriz de reparto - Miniserie o telefilme - Amber Waves, 1980
- Mejor actriz de reparto - Miniserie o telefilme - George Wallace, 1998.

Nominaciones:
- Mejor actriz invitada - Serie dramática - Law & Order: Special Victims Unit, 2004
- Mejor actriz de reparto - Miniserie o telefilme - The Boys Next Door, 1996
- Mejor actriz - Miniserie o telefilme - Love Is Never Silent, 1985.

Premios Globo de Oro
Nominación:
- Mejor actriz de reparto de serie, miniserie o telefilme - George Wallace, 1997.

Premios Independent Spirit
- Mejor actriz de reparto - 70 minutos para huir, 1989.

Premios del Sindicato de Actores
Nominación:
- Mejor actriz de reparto - Georgia, 1995.